# Linia kolejowa Moret – Lyon
Linia kolejowa Moret – Lyon – francuska linia kolejowa o długości 492 km. Łączy region Paryża z Lyonem przez Nevers i Saint-Étienne. Linia została otwarta w kilku etapach między 1828 i 1861. Odcinek między Saint-Étienne i Saint-Just-sur-Loire była pierwszą linią kolejową we Francji. Funkcjonuje jako alternatywa dla linii kolejowej Paryż-Marsylia między Paryżem i Lyonem. Jej główne zastosowanie, oprócz ruchu lokalnego, to połączenia między Paryżem i Clermont-Ferrand.